# كازابا
كازابا هي إدارة في باراغواي، ، عاصمتها كازابا .

## جغرافيا
تقع الإدارة في جنوب شرق باراغوي ،تبلغ مساحتها 9٬496 كيلومتر مربع

### الموقع
تشترك في الحدود مع:
- كاغوازو
- ميسيونيس
- إيتابوا
- ألتو بارانا
- غوايرا.

## ديموغرافيا
بلغ عدد سكانها 151٬415  نسمة ( في 2012)